# Вечір (фільм)
«Вечір» (англ. Evening) — американо-німецький художній фільм 2007 року угорського режисера Лайоша Колтаї за однойменним романом-бестселеру 1998 року американської письменниці Сьюзан Міно.

## Зміст
Енн Грант прожила довге життя, у якому були і радості, і прикрощі, але ніхто не припускав, що в цьому житті може бути ще і таємниця. Тільки перед смертю Енн розповідає своїм дорослим донькам про зустріч, яка стала для неї єдиним і справжнім коханням. Два дні, наповнені пристрастю молодості та щирістю почуттів, усе ще живуть у її пам'яті, як і 50 років тому, хоча душа її вже просить спокою. Енн намагається пояснити дітям, що одного разу зроблений вибір може заподіяти і біль, і невимовну радість, він завжди стає одним із тих знаків долі, які й можуть скласти сумну і радісну історію нашого життя. Доньки шоковані звісткою про майбутню смерть матері, але при цьому не забувають про свої проблеми. Чи почують вони голос долі?

## Ролі
| Актор            | Роль                                            |
| ---------------- | ----------------------------------------------- |
| Клер Дейнс       | Енн Грант                                       |
| Тоні Коллетт     | Ніна Марс (молодша дочка Енн)                   |
| Ванесса Редґрейв | Енн Лорд                                        |
| Патрік Вілсон    | Харріс Арден                                    |
| Г'ю Денсі        | Бадді Уіттенборн (молодший брат Ліли)           |
| Наташа Річардсон | Констанція (Коні) Хейверфорд (старша дочка Енн) |
| Меймі Гаммер     | Ліла Уіттенборн                                 |
| Ейлін Аткінс     | нічна доглядальниця-медсестра                   |
| Меріл Стріп      | Ліла Росс                                       |
| Гленн Клоуз      | Місіс Уіттенборн (мати Ліли і Бадді)            |
| Ебон Мосс-Бахрах | Люк                                             |
| Меймі Гаммер     | Лайла Віттенборн                                |

## Знімальна група
- Режисер — Лайош Колтаї
- Автори сценарію — Сьюзан Міно та Майкл Каннінгем (сценарій), Сьюзан Міно (роман)
- Продюсери — * Композитор — * Оператор — * Художник — * Монтаж — * Художник по костюмах — Виробництво «Hart-Sharp Entertainment» (США) и «MBF Erste Filmproduktiongesellschaft» (ФРГ) совместно с «Twins Financing» (США).

Прокат «Focus Features» (США), Парадиз Груп (Росія).